# Esrange

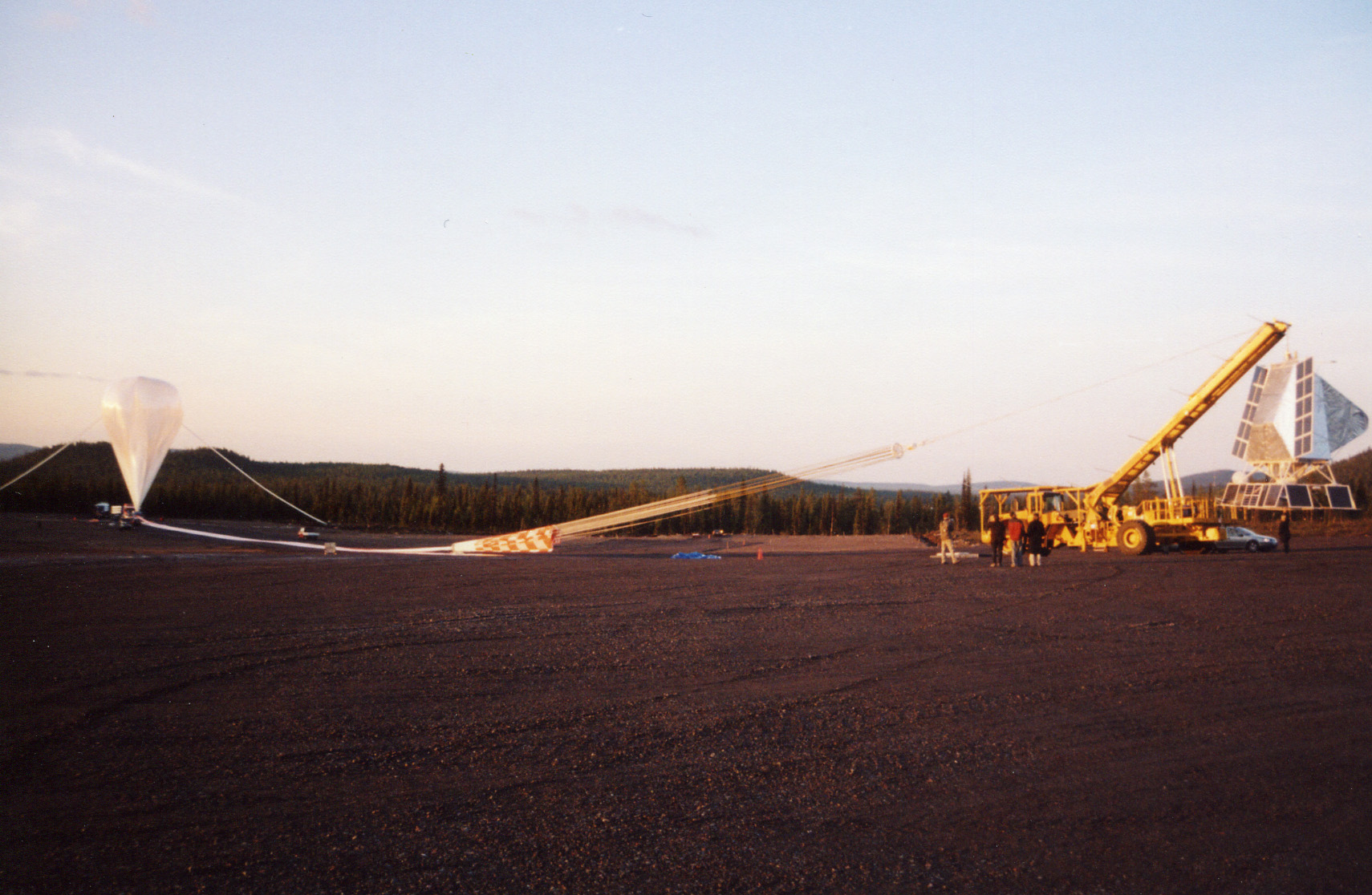
El càrrega útil BLAST i el globus d'alta altitud poc abans de llançar.

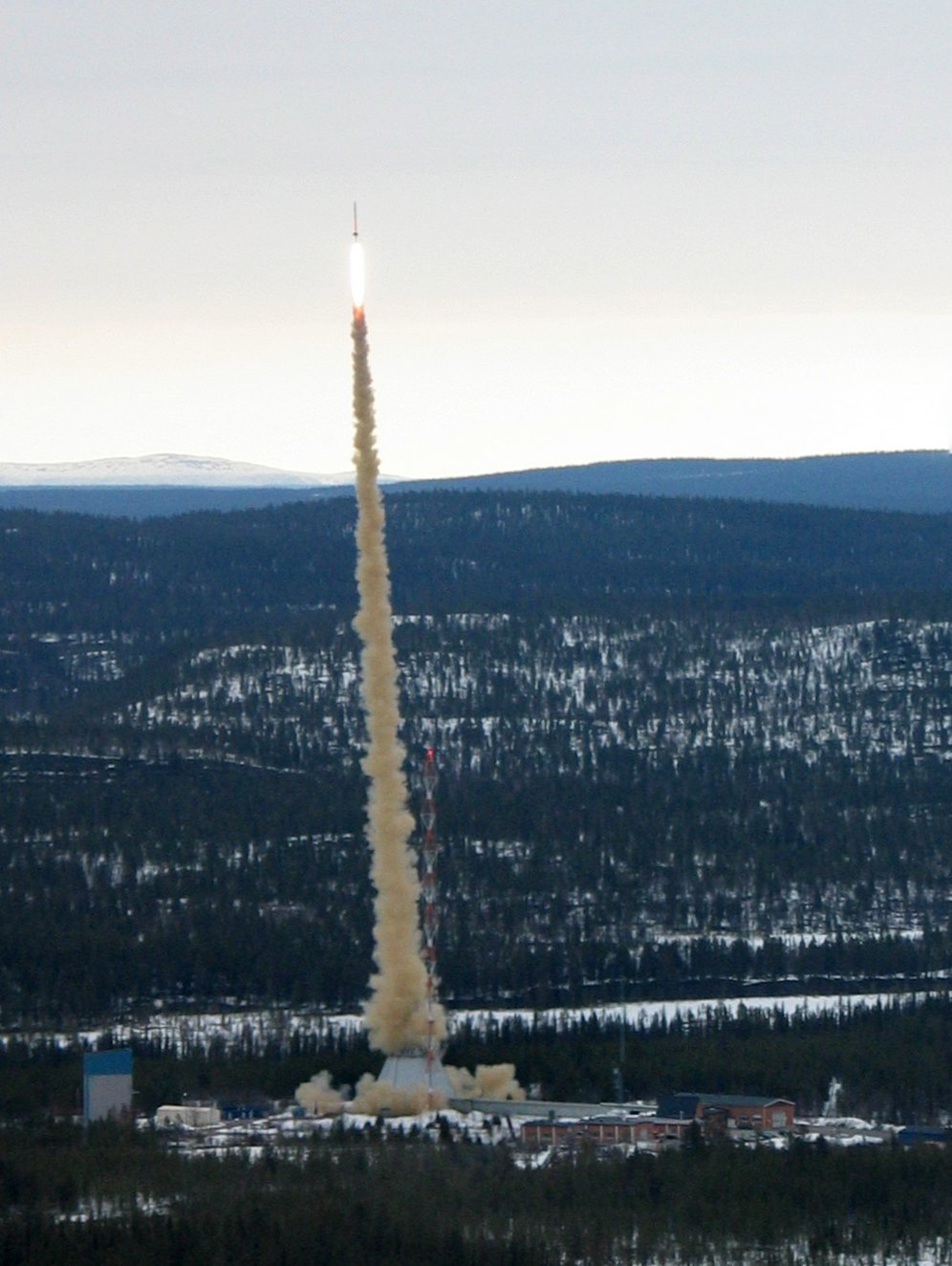
El llançament del coet Skylark a Esrange el 2 de maig de 2005.

Esrange Space Center (o simplement Esrange) és un camp de llançament de coets i centre d'investigació situat als afores de la ciutat de Kiruna al nord de Suècia. És una base per investigacions científiques amb globus estratosfèrics, investigació de les aurores polars, llançaments de coets sonda, i seguiment de satèl·lits, entre altres funcions. Està ubicat a 200 km al nord del cercle àrtic i envoltat per un vast desert, la seva ubicació geogràfica és ideal per a molts d'aquests efectes. Richard Branson de Virgin Galactic ha estudiat la possibilitat d'utilitzar aquest lloc per al turisme espacial, començant en el 2011.
L'hotel local Aurora ha sigut utilitzat pels turistes des de desembre de 2007, que vulguin passar un temps a la base espacial només permès als turistes que hagin de dormir en els hotels, que normalment s'entén per científics i enginyers.
Esrange va ser construït en el 1964 per l'ESRO, la European Space Research Organisation, que posteriorment es va convertir en l'Agència Espacial Europea amb la fusió de l'ELDO, la European Launcher Development Organisation. En el 1972, la propietat va ser transferida a la recentment creada Swedish Space Corporation.
En el 2007, es va proposar que el Port Espacial de Suècia sigui cosituat a Esrange, a Kiruna.